# Krzywe (powiat ełcki)
Krzywe (niem. Krzywen, od 1907 Rundfließ) – wieś w Polsce położona w województwie warmińsko-mazurskim, w powiecie ełckim, w gminie Prostki. 
W latach 1975–1998 miejscowość należała administracyjnie do województwa suwalskiego.
Zobacz też: Krzywe, Krzywe Kolano, Krzywe Koło